# Jean-Paul Labrie
Jean-Paul Labrie (* 4. November 1922 in Laurierville; † 29. Juli 2001) war römisch-katholischer Weihbischof in Québec.

## Leben
Jean-Paul Labrie empfing am 20. Mai 1951 die Priesterweihe.
Papst Paul VI. ernannte ihn am 4. April 1977 zum Weihbischof in Québec und Titularbischof von Urci. Der Erzbischof von Québec, Maurice Kardinal Roy, weihte ihn am 14. Mai desselben Jahres zum Bischof; Mitkonsekratoren waren Louis Joseph Jean Marie Fortier, Erzbischof von Sherbrooke, und Lionel Audet,  Weihbischof in Québec. 
Von seinem Amt trat er am 19. Mai 1995 zurück.